# Бусан (Мире)
Бусан (фр. Boussens) насеље је и општина у јужној Француској у региону Миди Пирене, у департману Горња Гарона која припада префектури Мире.
По подацима из 2011. године у општини је живело 1092 становника, а густина насељености је износила 252,19 становника/km². Општина се простире на површини од 4,33 km². Налази се на средњој надморској висини од 271 метар (максималној 403 m, а минималној 257 m).

## Демографија
| 1962. | 1968. | 1975. | 1982. | 1990. | 1999. | 2011. |
| ----- | ----- | ----- | ----- | ----- | ----- | ----- |
| 718   | 734   | 698   | 725   | 797   | 833   | 1.092 |

График промене броја становника у току последњих година